# WBAI

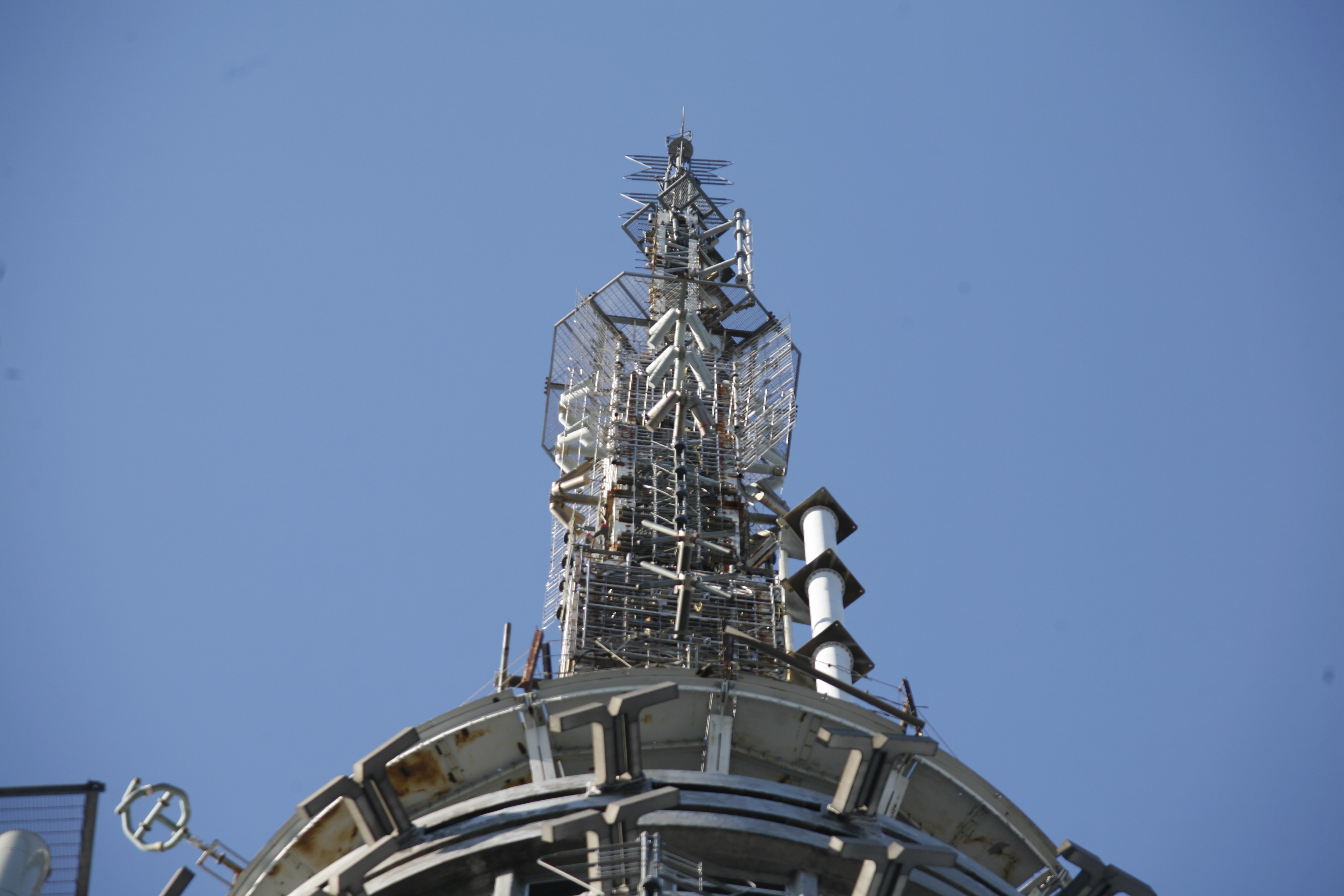
Tour d'émission appartenant à WBCS installé sur un immeuble à New-York

WBAI est une station de radio américaine affiliée au réseau de radiodiffusion Pacifica Radio (en). Elle diffuse ses programmes sur la ville de New York sur la fréquence 99,5 MHz,,.